# Des voix sourdes
Des voix sourdes est une pièce radiophonique de l'auteur dramatique français Bernard-Marie Koltès enregistrée à l'ORTF de Strasbourg en 1974 par Jacques Taroni avec les comédiens du Théâtre du Quai et publiée à titre posthume en 2008 par les Éditions de minuit.

## Liste des personnages

### Personnages
- Nicolas
- Anne
- Hélène
- Stevan

### Voix de passage
- Personnages à pied
- Personnages en voiture
- Hommes
- Femmes
- Paysans
- Habitants
- Témoins
- Mère
- Frère[2]

## Argument
L'action se centre autour des relations entre les quatre personnages principaux. Relations de désir, notamment à l'égard de Stevan, qui conduiront à la mort d'Hélène, et au suicide par le feu de Nicolas.

## Adaptations

### Lectures radiophoniques
- 1974 : direction de Jacques Taroni, ORTF[5]

### Mises en scènes
- 2015 : mise en scène Fabio Godinho, La Loge[6]
- 2009 première mondiale : mise en scène Bertrand Sinapi, EBMK -Théâtre de Saulcy[7]